# The Legendary Santana
The Legendary Santana è un album raccolta di Carlos Santana, pubblicato nel 2006.

## Tracce
1. Soul Sacrifice
2. With A Little Help From My Friends (cover dei Beatles)
3. El Corazon Manda
4. Friend Neckbones
5. Every Day I Have the Blues (cover di B.B. King)
6. Jam In G Minor
7. Acapulco Sunrise
8. Coconut Grove
9. La Puesta Del Sol
10. Latin Tropical